# Ledaña
Ledaña ist ein Ort und eine Gemeinde (Municipio) mit 1.602 Einwohnern (Stand: 2024) in der Provinz Cuenca in der Autonomen Region Kastilien-La Mancha.

## Geographie
Ledaña liegt etwa 100 Kilometer südsüdöstlich von Cuenca und etwa 130 Kilometer westlich von Valencia in einer Höhe von ca. 725 m. 

## Bevölkerungsentwicklung
| 1900 | 1950 | 1970 | 1981 | 1991 | 2001 | 2011 | 2021 |
| ---- | ---- | ---- | ---- | ---- | ---- | ---- | ---- |
| 1682 | 2965 | 2442 | 1919 | 2067 | 1862 | 1928 | 1562 |

## Sehenswürdigkeiten
- Andreaskirche (Iglesia de San Andrés Apóstol)
- Christopheruskapelle
- Rochuskapelle
- Rathaus

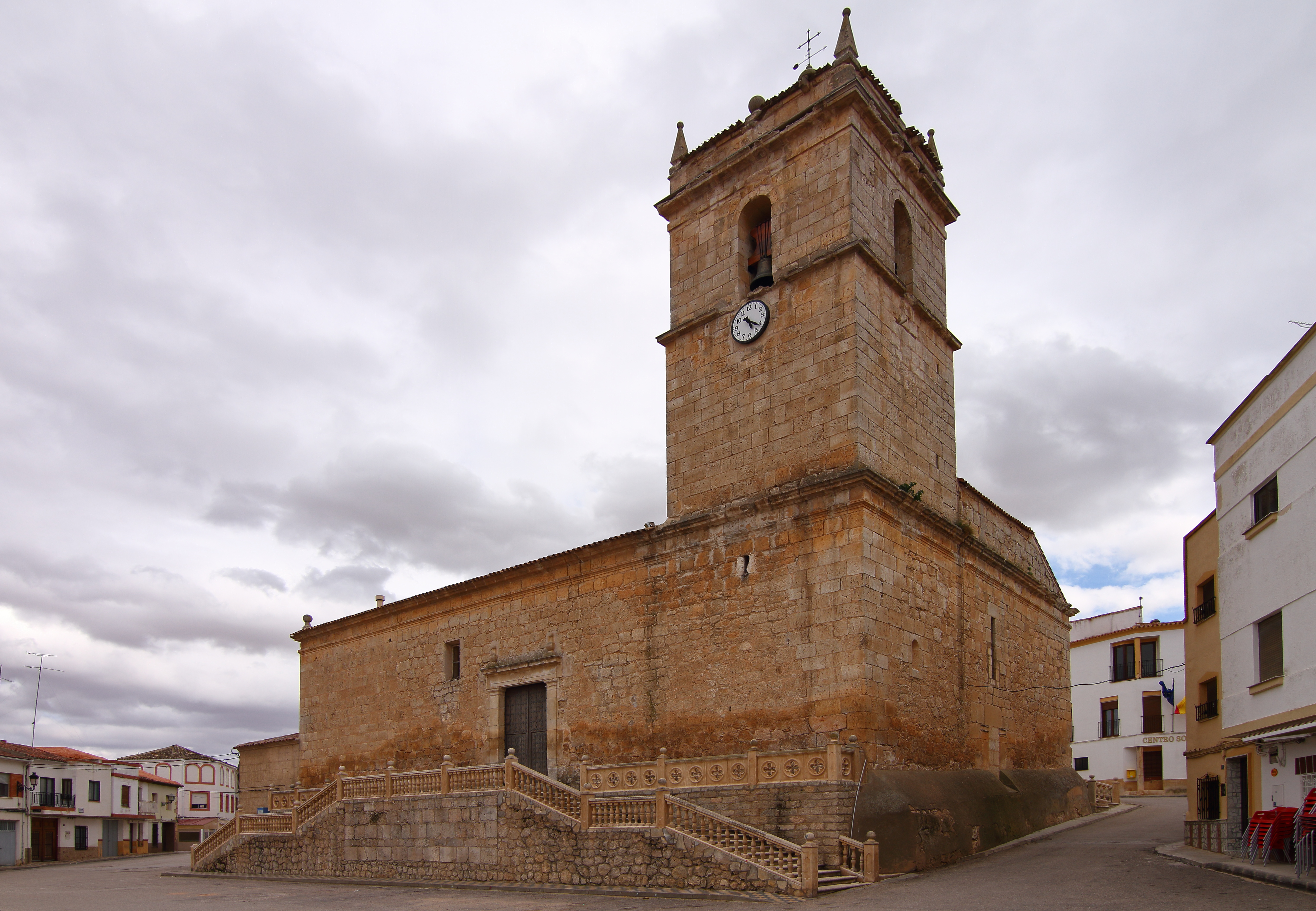
Andreaskirche
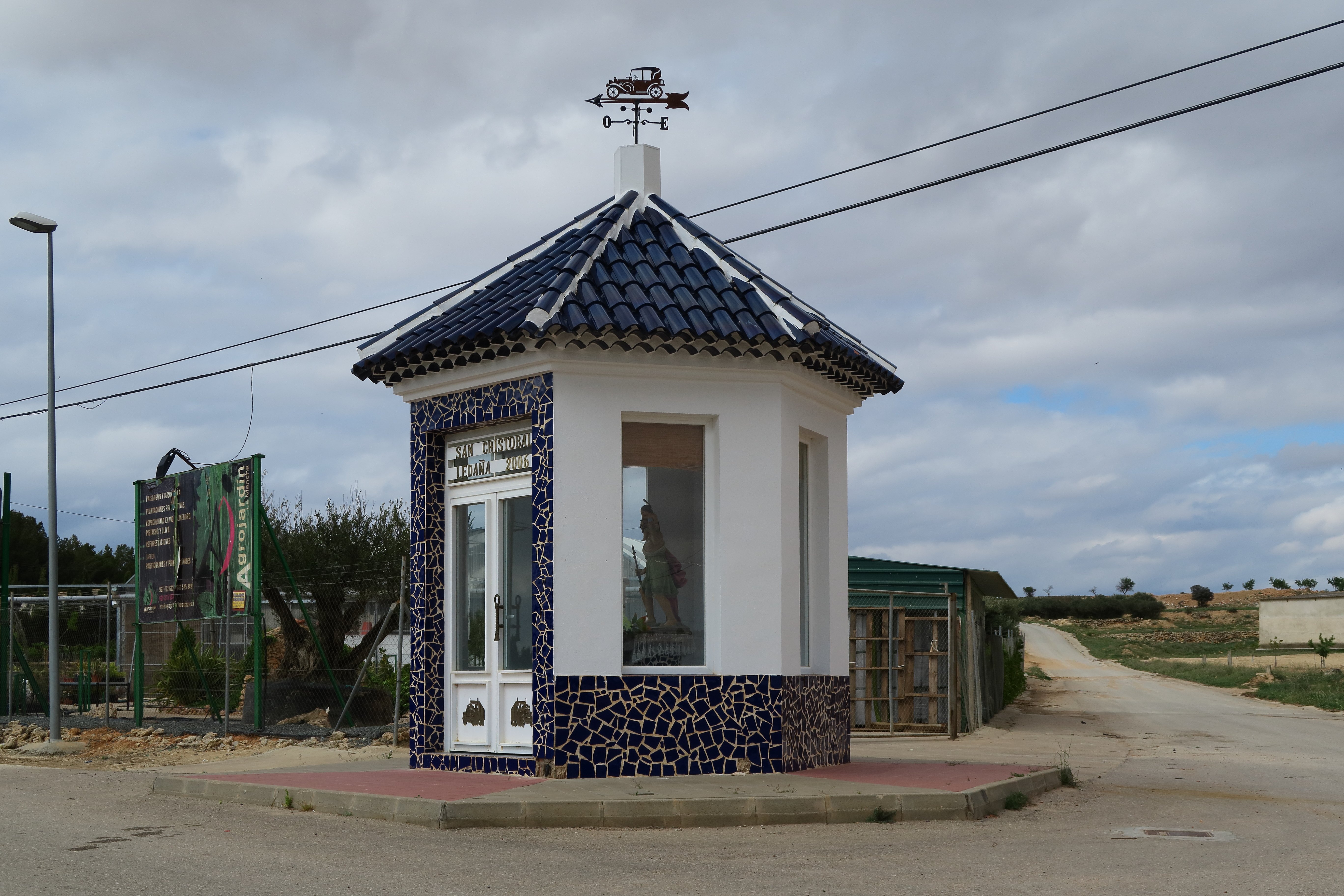
Christopheruskapelle
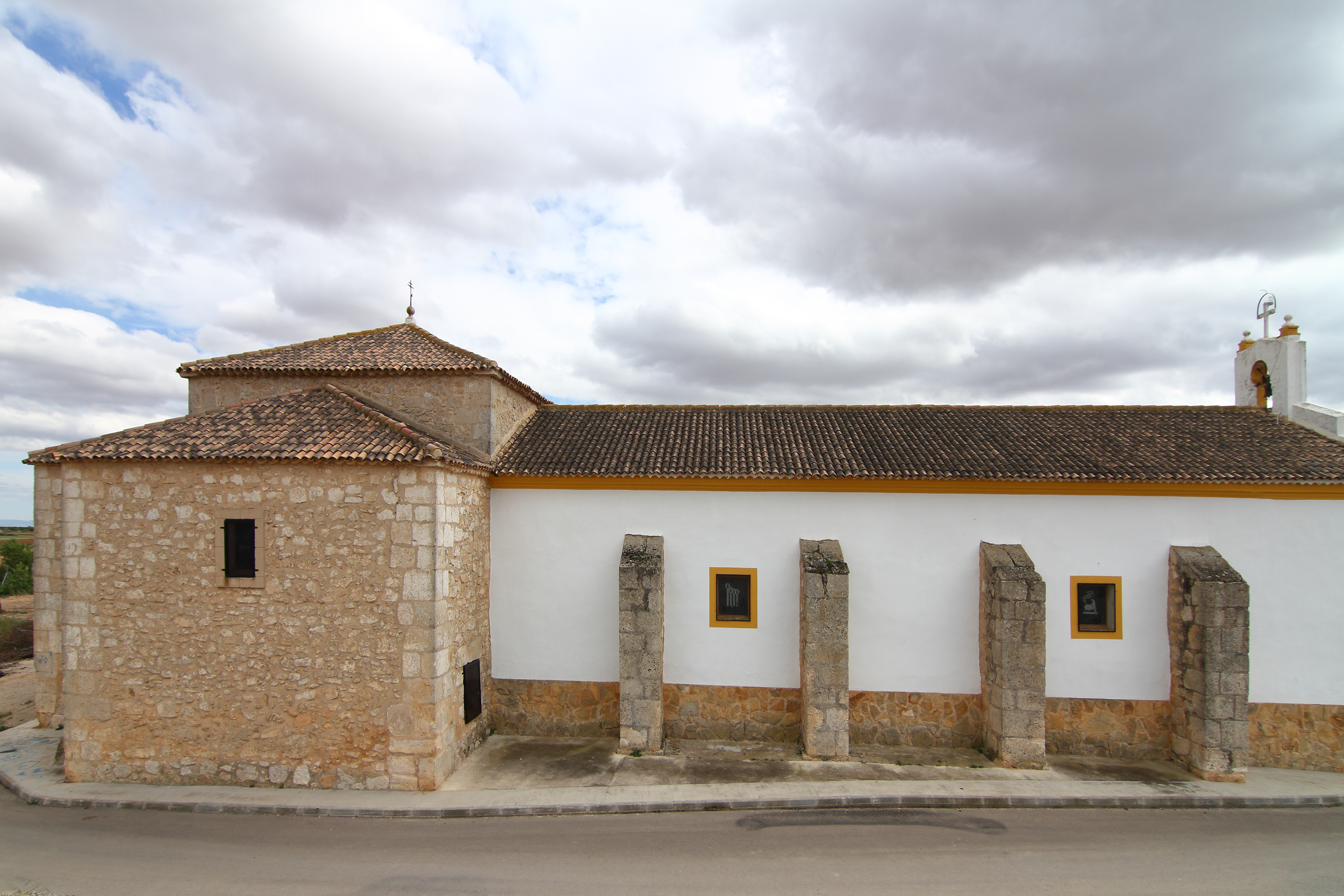
Rochuskapelle
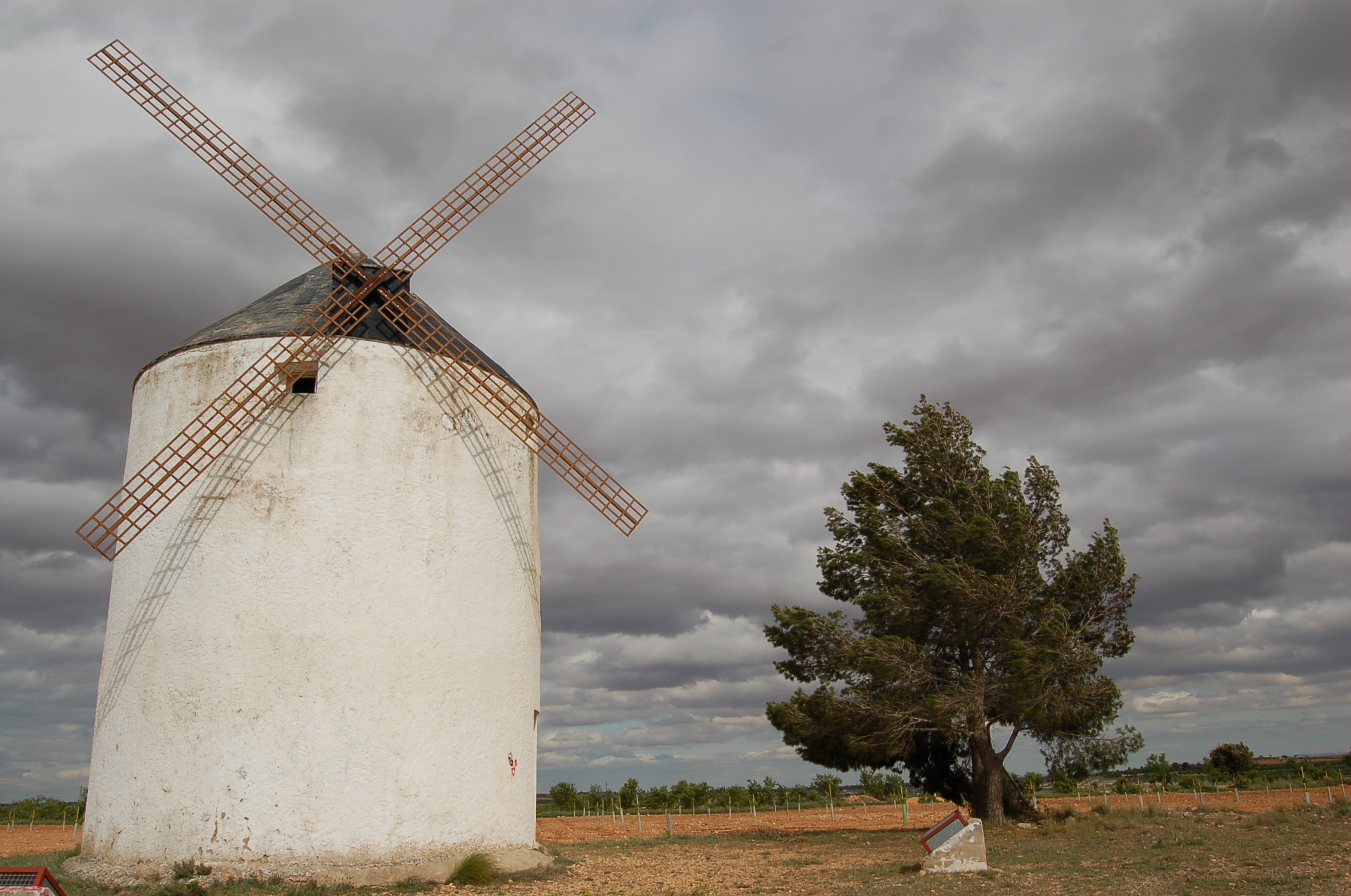
Windmühle
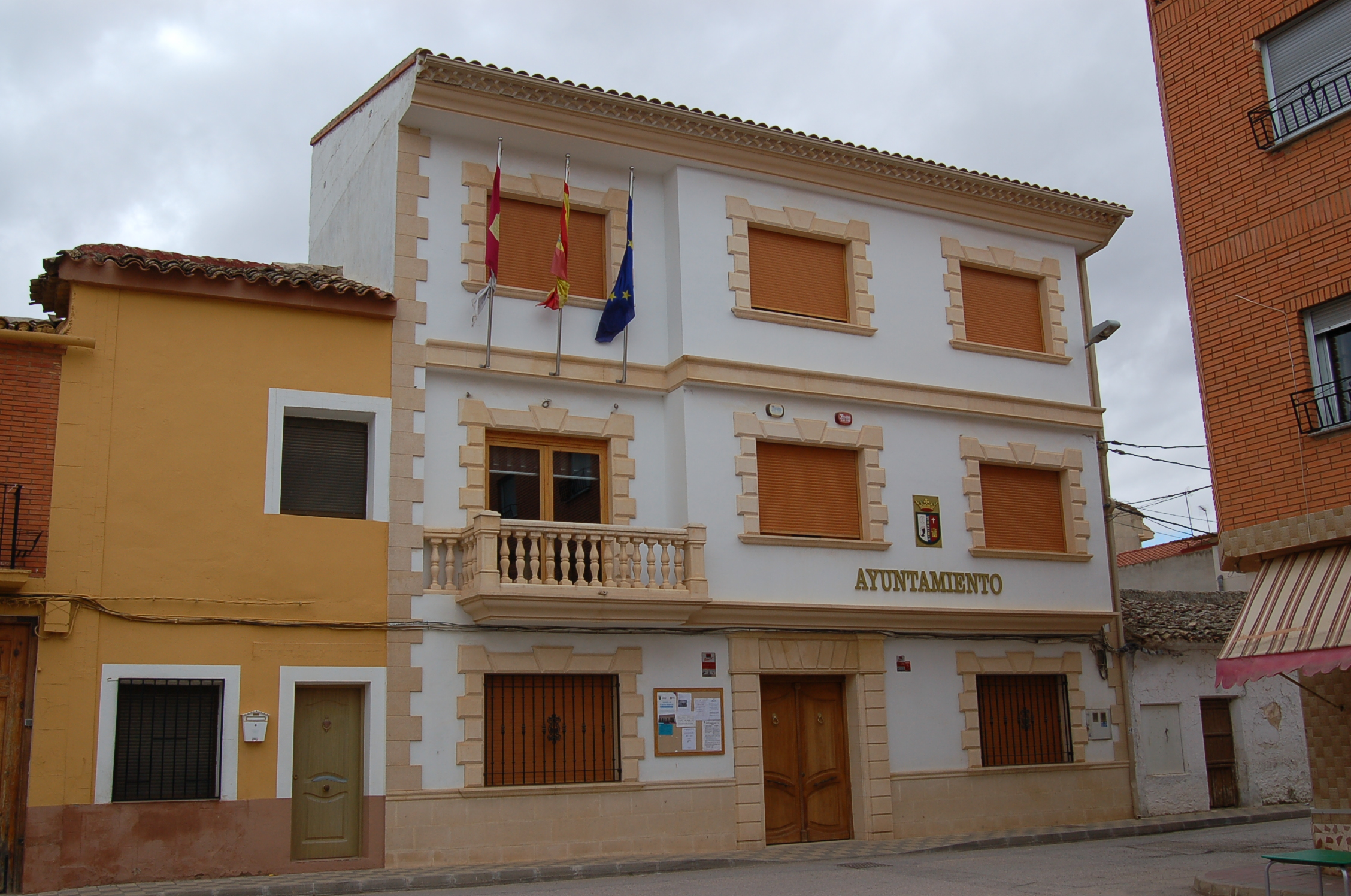
Rathaus